# Schlotheimia robusta
Schlotheimia robusta är en bladmossart som beskrevs av Thériot 1930. Schlotheimia robusta ingår i släktet Schlotheimia och familjen Orthotrichaceae. Inga underarter finns listade i Catalogue of Life.